# دهستان ناهوک
دهستان ناهوک، یکی از دهستان‌های بخش مرکزی شهرستان سراوان در استان سیستان و بلوچستان ایران است. مرکز این دهستان، روستای کوشکوک ناهوک است.

## جمعیت
بر پایه سرشماری عمومی نفوس و مسکن در سال ۱۳۹۵، جمعیت دهستان ناهوک برابر با ۷٬۲۹۹ نفر بوده‌است.